# Liste de personnalités juives en Finlande
- Étymologie
- Qui est juif ?
- Peuple juif
- Identité juive

Cet article Liste des personnalités juives en Finlande.

## Liste
| Nom                 | Période   | Métier                        | Réf.   |
| ------------------- | --------- | ----------------------------- | ------ |
| Benjamin Bassin     | 1944–2018 | diplomate                     |        |
| Eliezer Berlinger   | 1904-1985 | Grand-rabbin de Finlande      | [ 1 ]  |
| Gideon Bolotowsky   | 1947-     | commerçant                    | [ 2 ]  |
| Anne Fried          | 1903–1998 | écrivain                      | [ 3 ]  |
| Ben Furman          | 1953-     | psychiatre                    | [ 4 ]  |
| Jaakko Furman       | 1924–2012 | musicien                      | [ 5 ]  |
| Raoul Grünstein     | 1960-     | photographe                   | [ 6 ]  |
| Ami Hasan           | 1956-     | publiciste                    | [ 7 ]  |
| Kim Hirschovits     | 1982-     | joueur de hockey              | [ 8 ]  |
| Ruben Jaari         | 1906–1991 | conseiller commercial         | [ 9 ]  |
| Max Jakobson        | 1923–2013 | diplomate                     | [ 4 ]  |
| Freddy Kamras       | 1944–2004 | entrepreneur                  | [ 10 ] |
| Wolf Karni          | 1911–1996 | arbitre                       |        |
| Daniel Katz         | 1938-     | écrivain                      | [ 11 ] |
| Elias Katz          | 1901–1947 | sportif                       | [ 12 ] |
| Herbert Katz        | 1926–2007 | musicien                      |        |
| Dave Liebkind       | 1936–2004 | commerçant et journaliste     | [ 9 ]  |
| Johnny Liebkind     | 1945-     | chanteur et musicien          | [ 9 ]  |
| Karmela Liebkind    | 1949-     | professeur                    | [ 9 ]  |
| Dennis Livson       | 1946–2013 | producteur                    | [ 13 ] |
| Harry Orvomaa       | 1927–1990 | musicien                      |        |
| Simon Parmet        | 1897–1969 | chef d’orchestre, compositeur | ,      |
| Moses Pergament     | 1893–1977 | compositeur                   |        |
| Roni Porokara       | 1983-     | footballeur                   |        |
| Benjamin Rubinstein | 1905–1989 | psychanalyste                 |        |
| Marion Rung         | 1945-     | chanteur                      | [ 15 ] |
| Arje Scheinin       | 1923–2003 | chercheur                     | [ 9 ]  |
| Patrik Scheinin     | 1956-     | professeur                    | [ 16 ] |
| Mauritz Schick      | 1922–1982 | footballeur                   |        |
| Henake Schubak      | 1911–1986 | acteur                        | [ 9 ]  |
| Israel-Jakob Schur  | 1879–1949 | ethnologue                    | [ 17 ] |
| Elis Sella          | 1930–1992 | acteur                        | [ 18 ] |
| Seela Sella         | 1936-     | acteur                        | [ 18 ] |
| Rony Smolar         | 1944-     | journaliste                   | [ 2 ]  |
| Abraham Stiller     | 1885–1972 | commerçant                    | [ 19 ] |
| Mauritz Stiller     | 1883–1928 | réalisateur                   | [ 20 ] |
| Ruben Stiller       | 1961-     | journaliste                   | [ 21 ] |
| Hanna Taini         | 1911–1996 | acteur                        |        |
| Erna Tauro          | 1916–1993 | musicien, compositeur         | [ 14 ] |
| Abraham Tokazier    | 1909–1976 | sportif                       |        |
| Hillel Tokazier     | 1946-     | musicien                      | [ 22 ] |
| Dan Tolppanen       | 1981-     | artiste                       | [ 23 ] |
| Sam Vanni           | 1908–1992 | artiste peintre               | [ 9 ]  |
| Rafael Wardi        | 1928-     | artiste peintre               | [ 24 ] |
| Shlomo Zabludowicz  | 1914–1994 | commerçant                    |        |
| Poju Zabludowicz    | 1953-     | investisseur                  | [ 25 ] |
| Ben Zyskowicz       | 1954-     | député                        | [ 26 ] |